# Maria Jakunczikowa
Maria Jakunczikowa ros. Мария Васильевна Якунчикова (ur. 19 stycznia 1870 w Wiesbaden, zm. 27 grudnia 1902 koło Genewy) – rosyjska malarka, tworząca w stylu secesji.
Oprócz obrazów projektowała także wzory tkanin i haftów oraz wykonywała grafiki.

## Galeria

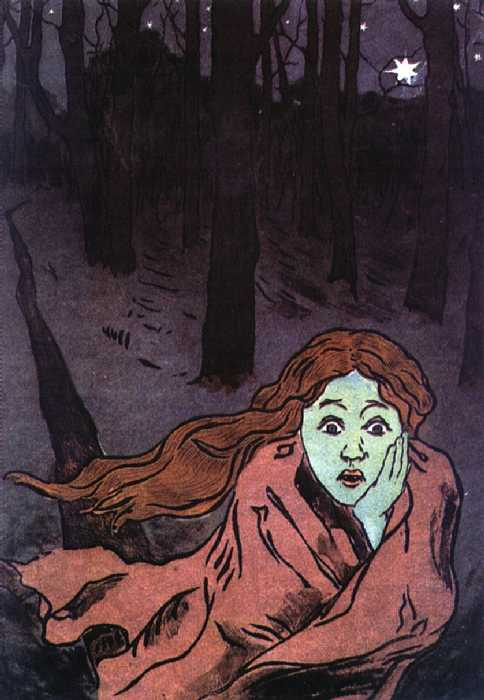
Strach, pomiędzy 1893 a 1895
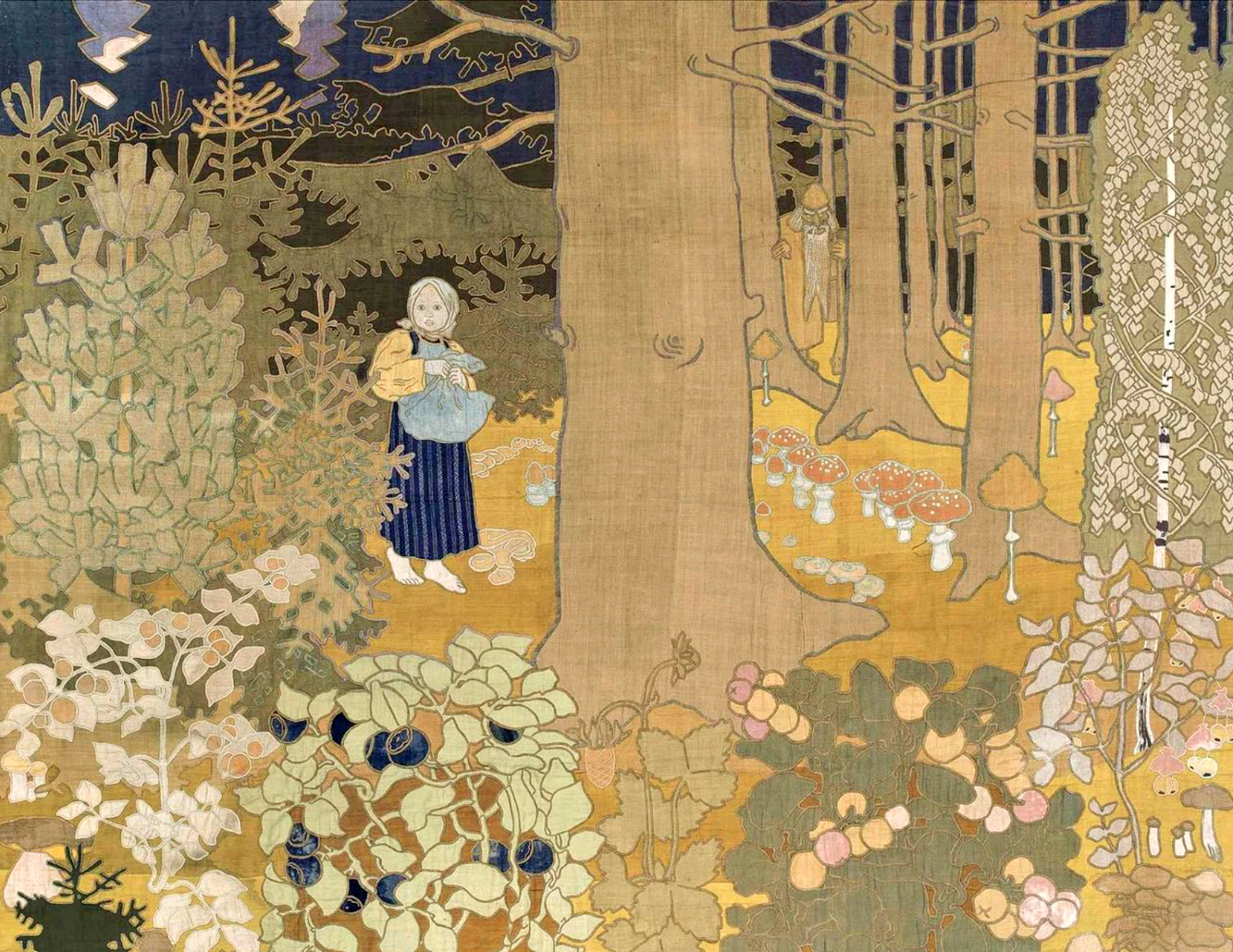
Dziewczyna i Leszy, 1899
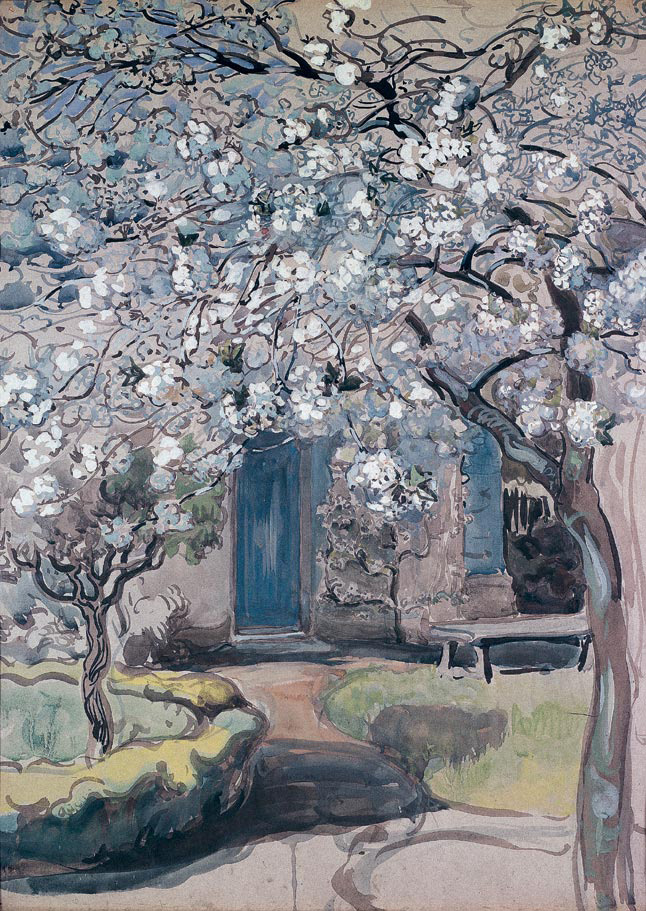
Kwitnąca jabłoń, 1899
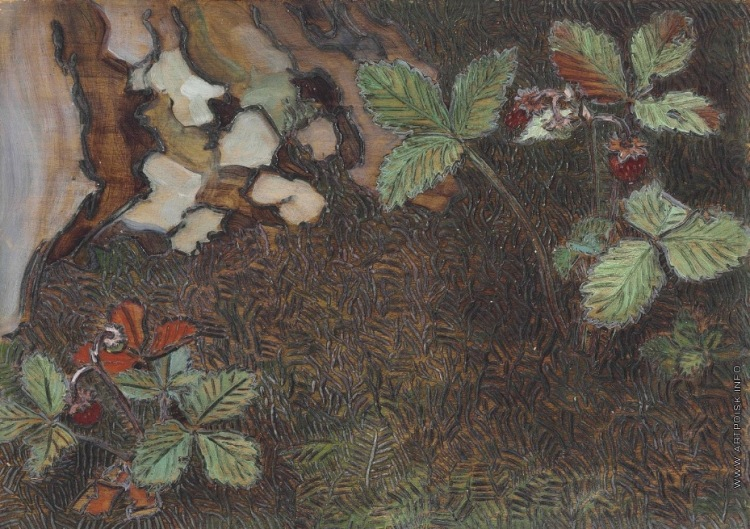
Dzika truskawka, przed 1902
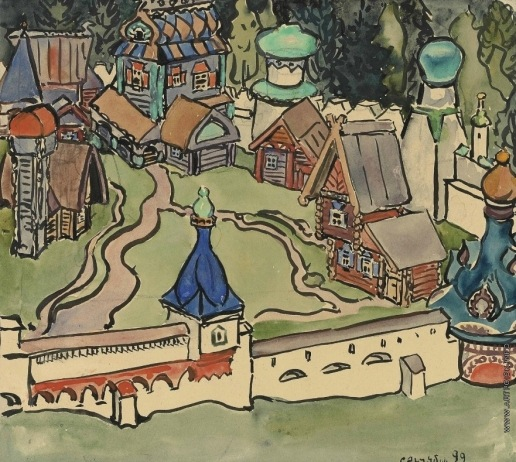
Rosyjska wieś, 1899
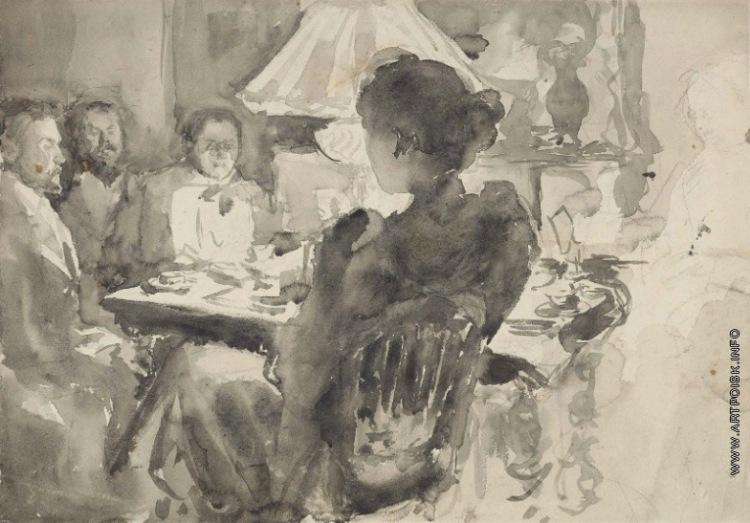
Rozmowa po kolacji, przed 1902